# Jesús Manzano
Jesús María Manzano Ruano (Huelva, Andaluzia, 22 de agosto  de 1978) ingressou na equipa filial do Kelme Costa Blanca na temporada (1999-2000), na que correu a um bom nível. Estreiou como profissional com a primeira equipa em (2001-2002). Trabalhou como gregário fundamentalmente. Na temporada de 2003 deixou a equipa Kelme.
Como ciclista profissional obteve uma vitória na primeira etapa na Volta a Castela e Leão.

## Biografia
Estreiou como profissional no ano 2000 com o Kelme, onde trabalhou como gregário principalmente. Segundo sua denúncia, no Tour de France de 2003, à manhã do dia em que devia se celebrar a sétima etapa, o médico da equipa lhe injectou 50 mililitros de uma substância (oxiglobina) por via intravenosa; durante a etapa rodou escapado junto a Richard Virenque, mas um desfallecimiento obrigou-lhe a abandonar. O ciclista foi transladado ao hospital, e, segundo declarou, recebeu ordens de seu diretor desportivo para negar-se a que lhe fora realizado qualquer análise. Manzano sofreu uma deshidratação quase fatal, que, segundo assegurou depois, poderia se dever à inyección recebida pela manhã. O ciclista entrou em depressão, perdendo as vontades de competir.
A equipa ordenou-lhe que tomasse parte na Volta a Portugal, ameaçando com o despedimento em caso de se negar. Jesús Manzano recebeu uma transfusão sanguínea de 125 ml em Valência por parte do assistente do médico da equipa, dirigindo-se depois a apanhar seu comboio de volta. No entanto, começou a sentir-se tão mau que teve que abandonar o comboio antes de que este saísse da temporada, se dirigindo de novo a seu médico, que lhe deu Urbason. Manzano disse que as transfusões se realizavam sem controle algum, pelo que um ciclista podia receber sangue de um grupo incompatível, provocando reacções de hipersensibilidade tipo II, como a que ele sofreu.
Jesús Manzano foi despedido pelo Kelme em setembro de 2003, realizando as revelações sobre as práticas de dopagem em sua exequipo em março de 2004 no diário desportivo AS.
- Médicos: Manzano assinalou directamente a Eufemiano Fuentes (então médico do Kelme) e deu também os nomes de Yolanda Fontes (irmã de Eufemiano), Alfredo Córdova e Walter Virú, além de mencionar ao médico desportivo italiano Luigi Cecchini como alguém muito próximo de Eufemiano.[7]

- Lugares: Manzano explicou que a direcção Zurbano 92 era um lugar finque da rede, onde se realizavam as análises aos ciclistas. Também falou da habitação 101 do Hotel Aida, de Torrejón de Ardoz, onde Eufemiano teria seu estudo naquela época.[7]

- Métodos: Manzano falou sem tapujos dos procedimentos dopantes utilizados, destacando as transfusões sanguíneas: extrair sangue para posteriormente guardá-la a baixa temperatura e reinyectarla para melhorar o rendimento. Segundo explicou, naquela época não se identificava ao ciclista ao guardar as carteiras, provocando reacções de rejeição e problemas de saúde nas ocasiões nas que o sangue injectado não fora compatível, feito que ele teria experimentado em primeira pessoa. Também falou da utilização habitual de fármacos e substâncias proibidas no desporto, tais como a EPO, o HGC Lepori ou o Andriol, entre outros muitos. Assim mesmo, detalhou que os médicos da equipa realizavam análise no hotel de concentração durante a competição, para se assegurar de que os ciclistas não dariam positivo nos controles.[7]

Essas confissões criaram uma grande polémica e foram duramente criticadas pelo meio ciclista, e Manzano chegou a receber ameaças de morte, denunciadas à Guarda Civil. O juiz espanhol que lhe interrogou, Guillermo Jiménez, decidiu não abrir uma investigação formal, ao não ser o dopagem um delito segundo a legislação espanhola vigente nesse momento e não achar provas suficientes.
Depois de sua denúncia, Manzano recebeu uma oferta para voltar a competir da modesta equipa italiana patrocinado pelo Vaticano e em favor do ciclismo limpo Amore & Vita, sendo abençoado pelo papa Juan Pablo II numa emocionante recepção. No entanto, não pôde voltar devido a sua lesão de joelho, que incluía uma deformação por perda de tecido como consequência das inyecciones de cortisona recebidas no joelho.
Em 2006, a Operação Puerto, uma investigação antidopagem da Guarda Civil, demonstrou a veracidad (reconhecida expressamente no relatório final do instituto armado) das denúncias de Manzano a todos os níveis: nomes, lugares e práticas. Manzano expressou sua satisfação porque tinha ficado demonstrado que ele disse a verdade. Atualmente é jardineiro em sua localidade de nascimento.

## Palmarés
- 2001
- 1 etapa da Volta à La Rioja

- 2003
- 1 etapa da Volta à Catalunha

## Resultados em Grandes Voltas e Campeonatos do Mundo
Durante a sua carreira desportiva tem conseguido os seguintes postos nas Grandes Voltas e nos Campeonatos do Mundo em estrada:
| Corrida            | 2001 | 2002 | 2003 |
| ------------------ | ---- | ---- | ---- |
| Giro d'Italia      | Ab.  | Ab.  | -    |
| Tour de France     | -    | -    | Ab.  |
| Volta a Espanha    | -    | Ab.  | Ab.  |
| Mundial em Estrada | -    | -    | -    |

-: não participa

Ab.: abandona

## Equipas
- Kelme (2000-2003)